# 유럽우주운용센터

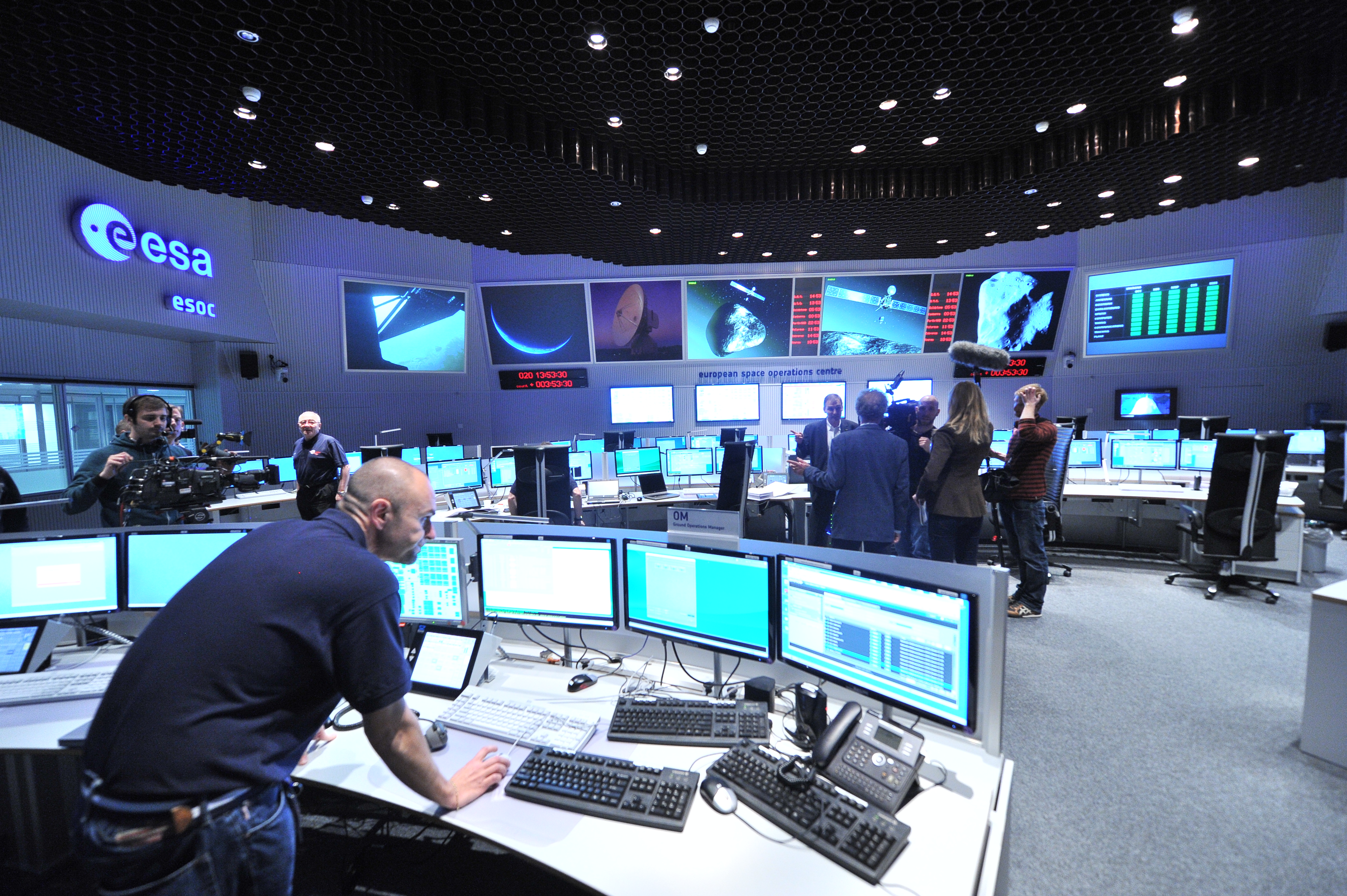
ESOC 메인 컨트롤 룸

유럽우주운용센터(European Space Operations Centre, ESOC)는 유럽우주국(ESA)의 주요 임무 통제 센터 역할을 하며 독일 다름슈타트에 위치해 있다. ESOC의 주요 기능은 ESA를 대신하여 무인 우주선을 운영하고 ESA의 발사 및 초기 궤도 단계(LEOP)와 제3자 임무를 수행하는 것이다. 센터는 또한 지상 시스템 엔지니어링, 소프트웨어 개발, 비행 역학 및 항법, 임무 제어 도구 및 기술 개발, 우주 쓰레기 연구 등 ESA 내에서 그리고 ESA의 업계 및 국제 파트너와 협력하여 다양한 운용 관련 활동을 담당하고 있다.
ESOC의 현재 주요 활동에는 마스 익스프레스 및 트레이스 가스 오비터(Trace Gas Orbiter)와 같은 행성 및 태양 탐사 임무, 가이아 및 XMM 뉴턴과 같은 천문학 및 기초 물리학 임무, CryoSat2 및 스웜(Swarm, 우주선)과 같은 지구 관측 임무가 포함된다.
ESOC는 ESA의 지상국 ESTRACK 네트워크를 개발, 운용 및 유지 관리하는 일을 담당한다. 센터의 팀은 또한 고급 임무 제어 개념 및 우주 상황 인식과 관련된 연구 개발, 주파수 관리, 임무 운영, 추적, 원격 측정 및 원격 명령, 우주 쓰레기와 관련된 표준화 활동에 참여하고 있다.

## 같이 보기
- ATV (우주선)